# Lilliana Ketchman
Lilliana Belle Ketchman znana też pod pseudonimem Lilly K (ur. 23 czerwca 2008) – amerykańska tancerka, modelka oraz youtuberka. 

## Kariera
Urodziła się 23 czerwca 2008 roku, jako córka dwóch psychologów Stacey oraz Christophera Ketchmanów. Jej rodzina pochodzi z miejscowości Fayetteville w Karolinie Północnej. W wieku dwóch lat zaczęła uczęszczać na zajęcia baletu w Campaneria Ballet School.
Od 2015 roku Lilliana Ketchman prowadzi swój kanał w serwisie YouTube, gdzie początkowo publikowane były kroki i układy taneczne wykonywane przez nią. Dzięki aktywności w social mediach, została zauważona przez  Abby Lee Miller, prowadzącą reality show Dance Moms, co pozwoliło młodej tancerce dostać się do programu. Obecnie kanał tancerki liczy ponad trzy miliony subskrybentów oraz ponad 400 milionów wyświetleń i pojawiają się na nim filmy o charakterze rozrywkowym.
W wieku siedmiu lat, po tym jak została zauważona w mediach społecznościowych przez Abby Lee Miller, dołączyła do szóstego sezonu Dance Moms. Pierwszym jej tańcem w programie był solowy taniec pt. "Step by Step". W 2017 dołączyła do zespołu ALDC Elite. Jakiś czas później zajęła pierwsze miejsce w krajowych zawodach tanecznych. W sezonie siódmym programu, Ketchman zajęła pierwsze miejsce w konkursie tanecznym w Spokane w stanie Waszyngton. W dalszych sezonach programu również udało się jej wygrać inne konkursy taneczne, wykonując tańce pod tytułem "Black Widow", "Straight Up" oraz "Inside Out".
Lilliana Ketchman wystąpiła również w wielu teledyskach do piosenek takich twórców jak min. Bianca Ryan, Sia czy JoJo Siwa. W listopadzie 2020 roku razem ze swoją matką nagrała piosenkę pod tytułem "Underneath".